# 香港僱主聯合會
香港僱主聯合會（英語：Employers' Federation of Hong Kong）為非牟利組織，於1947年成立，因應第二次世界大戰後漸趨頻繁的商業活動而致力代表僱主權益。隨著當年經濟起飛，勞工嚴重短缺，港府因而受壓制訂多項法例，以規管勞動市場。此舉對營商環境，特別是成本方面帶來衝擊，聯會作為僱主聲音，積極代表僱主權益，倡議良好僱傭行為，並與工會代表和政府保持緊密溝通，平衡社會不同的聲音。

## 使命
聯會旨在成為本港僱主在僱傭及相關事宜上具代表性的倡議者，致力為僱主成功營商及香港長遠繁榮作出貢獻。為此，聯會致力於：
- 倡導良好有效的僱傭行為；
- 為會員就本港及國內僱傭相關事務提供指引和協助；
- 成為在政府及本港社會代表僱主的聲音；
- 主動就本港有關僱傭事務的政策及法例發揮影響力；及
- 聯絡海外僱主組織

## 會員分佈
聯會現有約五百間會員公司。聯會會員涵蓋跨國綜合性集團和本地中小型企業，主要從事十種行業，有銀行及財務業、酒店及飲食業、工業及製造業、保險業、專業及商業服務業、地產及建造業、公用事業、船務及港口運作業、貿易及分發業和運輸業。

## 工作範疇
與其它商會不同，聯會專注在僱傭相關事宜上代表僱主的權益，其工作範疇包括薪酬福利、勞工法例、人力及培訓、良好僱傭行為等。多年來，聯會已成為在職場健康、謹慎責任、職業安全及健康、退休保障、輸入勞工、最低工資、標準工時、集體談判權、僱員行為監察、僱員補償援助計劃等課題上公認的僱主聲音。
1998年聯會刊制『良好僱傭行為指引』，提倡僱主採納一系列良好僱傭行為措施，並作定期更新，至今已印刷至第4版，務求引入最適時的良好僱傭措施；2013年聯會籌辦Happy@Work年度活動，促進職場健康。聯會亦透過積極參與企業義工、職業安全及健康和環境保護等活動，鼓勵企業履行社會責任，回饋社會。
聯會亦透過舉辦簡介會、研討會等活動，推廣政府多項就業措施，闡釋最新法例發展，為會員提供有效平台，就熱門課題交流意見，互相學習。聯會近年更舉辦青俊匯和高管網絡等晚餐聚會，旨在為會員公司的行政人員提供一個拓寬視野的平台。

## 聯會在社會的代表和聯盟
聯會在勞工顧問委員會、人力發展委員會、職業訓練局、職業安全及健康局、大專院校就業顧問委員會等法定諮詢組織均有代表。
聯會在選舉委員會工商、金融界別分組中占16席位。
聯會亦經常透過參與國際交流會議和訪問，與國際僱主組織保持聯繫。

### 選舉委員會『香港僱主聯合會』界別分組成員
| 姓名   | 公司                   |
| ------ | ---------------------- |
| 艾德勤 | 孖士打律師行           |
| 陳祖澤 | 龍運巴士有限公司       |
| 陳紹雄 | 中電控股有限公司       |
| 鄺正煒 | 康業控股有限公司       |
| 鄺永銓 | 香港空運貨站有限公司   |
| 李澤楷 | 盈科拓展集團           |
| 麥建華 | 明愛專上學院           |
| 吳智明 | 卓智財經印刷有限公司   |
| 龐維仁 | 香港僱主聯合會         |
| 史樂山 | 國泰航空有限公司       |
| 曾安業 | 周大福企業有限公司     |
| 徐耀祥 | 九龍倉有限公司         |
| 黃植榮 | 新鴻基地產代理有限公司 |
| 黃光耀 | 會德豐有限公司         |
| 黃友忠 | 置地集團有限公司       |

### 香港僱主聯合會在政府或法定委員會之代表
| 所屬委員會                                                              | 姓名   | 公司                       |
| ----------------------------------------------------------------------- | ------ | -------------------------- |
| 香港浸會大學 就業顧問委員會                                             | 陳英儀 | 恒生銀行                   |
| 香港城市大學 就業顧問委員會                                             | 盧敏琦 | 香港上海匯豐銀行有限公司   |
| 〈工廠及工業經營(安全管理)規例〉紀律審裁委員團                          | 楊志強 | 怡和機器有限公司           |
| 僱員補償聯保計劃管理局有限公司 僱員補償聯保計劃管理局有限公司顧問委員會 | 蔣世源 | 康業服務有限公司           |
| 食物及衞生局 醫護人力規劃及專業發展策略督導委員會護士及助產士小組       | 龐維仁 | 香港僱主聯合會             |
| 投資者及理財教育委員會 香港金融理財知識和能力策略增加學習機會小組委員會 | 龐維仁 | 香港僱主聯合會             |
| 投資者及理財教育委員會 在職人士金融理財教育諮詢小組                     | 周麗嬋 | 香港電訊有限公司           |
| 勞工顧問委員會                                                          | 麥建華 | 明愛專上學院               |
| 人力發展委員會                                                          | 龐維仁 | 香港僱主聯合會             |
| 職業安全健康局 進出口貿易及批發零售業安全及健康委員會                   | 陸偉棋 | 周大福企業有限公司         |
| 職業安全健康局 文職系安全及健康委員會                                   | 黃浩然 | 香港鐵路有限公司           |
| 職業訓練局 會計專業訓練委員會                                           | 王湄   | 太古股份有限公司           |
| 職業訓練局 學徒訓練及技能測驗委員                                       | 關仲明 | 中華電力有限公司           |
| 職業訓練局 管理及督導訓練委員會                                         | 趙志基 | 怡和機器有限公司           |
| 職業訓練局 出入口及批發業訓練委員會                                     | 孫榮享 | 建業五金塑膠廠有限公司     |
| 職業訓練局 海事服務訓練委員會                                           | 馮寶美 | 新世界第一渡輪服務有限公司 |

## 歷屆主席
| 年份        | 姓名                         | 公司                       |
| ----------- | ---------------------------- | -------------------------- |
| 2019 – 現在 | 鄺正煒                       | 康業控股有限公司           |
| 2011 – 2018 | 彭耀佳                       | 怡和管理有限公司           |
| 2008 – 2010 | 陳祖澤                       | 龍運巴士有限公司           |
| 2006 – 2007 | 吳智明                       | 安寧控股有限公司           |
| 2002 – 2005 | 業榮達                       | 宏利國際控股有限公司       |
| 2000 – 2001 | 吳智明                       | 安寧數碼科技有限公司       |
| 1998 – 1999 | Ross Sayers                  | 中電控股有限公司           |
| 1995 – 1997 | 胡法光                       | 菱電(集團)有限公司         |
| 1993 – 1994 | Mark Leese                   | 現代貨箱碼頭有限公司       |
| 1991 – 1992 | William Stones               | 中華電力有限公司           |
| 1989 – 1990 | D. A. Gledhill               | 香港太古集團有限公司       |
| 1988        | C. W. Newton                 | 地下鐵路公司               |
| 1986 – 1987 | W. Turnbull                  | M & W (Hamble) Limited     |
| 1984 – 1985 | D. W. B. Christie            | 天祥洋行                   |
| 1983        | G. D. M. Boot                | 渣華郵船公司               |
| 1981 – 1982 | F. L. Walker                 | 香港電話有限公司           |
| 1980        | P. C. S. Deveson             | 天祥洋行                   |
| 1978 – 1979 | D. Barrett                   | 中華電力有限公司           |
| 1976 – 1977 | J. H. W. Salmon              | 香港電車有限公司           |
| 1972 – 1975 | J. G. Oliver                 | 香港上海大酒店有限公司     |
| 1965 – 1971 | H. M. G. Forsgate            | 香港九龍碼頭及貨倉有限公司 |
| 1961 – 1964 | I. M. Macrae                 | 太古洋行                   |
| 1960        | J. S. C. Neel                | 青洲英坭有限公司           |
| 1958 – 1959 | C. F. Wood                   | 中華電力有限公司           |
| 1955 – 1957 | G. B. S. Thomson             | 香港九龍碼頭及貨倉有限公司 |
| 1954        | J. Finnie & G. B. S. Thomson | 香港九龍碼頭及貨倉有限公司 |
| 1953        | C. E. Terry                  | 香港九龍碼頭及貨倉有限公司 |
| 1951 – 1952 | G. B. S. Thomson             | 香港九龍碼頭及貨倉有限公司 |
| 1950        | J. Finnie                    | 香港九龍碼頭及貨倉有限公司 |
| 1949        | C. E. Terry                  | 香港九龍碼頭及貨倉有限公司 |
| 1947 – 1948 | L. Kadoorie                  | 嘉道理父子有限公司         |